# Ferruccio Quintavalle
Ferruccio Quintavalle est un joueur italien de tennis.

## Carrière
Il atteint les 1/8 de finale en simple du tournoi de Roland Garros en 1947.
Il atteint les 1/32 de finale en simple du tournoi de Wimbledon en 1937 et le 1er tour (1/32) de l'US Open 1949.
Il joue avec l'Équipe d'Italie de Coupe Davis de 1933 à 1935 et 1937, 1938.